# Mucrencyrtus dbari
Mucrencyrtus dbari är en stekelart som beskrevs av Sharkov 1996. Mucrencyrtus dbari ingår i släktet Mucrencyrtus och familjen sköldlussteklar.
Artens utbredningsområde är Costa Rica. Inga underarter finns listade i Catalogue of Life.